# Уяли (Ісаковський сільський округ)
Уяли́ (каз. Ұялы) — село у складі Зерендинського району Акмолинської області Казахстану. Входить до складу Ісаковського сільського округу.
Населення — 34 особи (2021; 58 у 2009, 203 у 1999, 160 у 1989).
Національний склад станом на 1989 рік:
- казахи — 100 %.